# チューズ・ラヴ
チューズ・ラヴ(Choose Love)は、2005年に発表されたリンゴ・スターのアルバム。

## 解説
「オー・マイ・ロード」は、リンゴの親友であったジョージ・ハリスンの代表曲「マイ・スウィート・ロード」を意識して作られた曲。「ドント・ハング・アップ」は、リンゴとクリッシー・ハインド（プリテンダーズ）のデュエット・ソング。

## 収録曲
特記なき楽曲はリンゴ・スター、マーク・ハドソン、ゲイリー・バー、スティーヴ・デューダス、ディーン・グラカルの共作。
1. フェイディング・イン・フェイディング・アウト - Fading In Fading Out (Richard Starkey, Mark Hudson, Gary Burr)
2. ギヴ・ミー・バック・ザ・ビート - Give Me Back The Beat
3. オー・マイ・ロード - Oh My Lord
4. ハード・トゥ・ビー・トゥルー - Hard To Be True (R. Starkey, M. Hudson, G. Burr)
5. サム・ピープル - Some People
6. ロング・オール・ザ・タイム - Wrong All The Time (R. Starkey, M. Hudson, G. Burr)
7. ドント・ハング・アップ - Don't Hang Up (R. Starkey, M. Hudson, G. Burr)
8. チューズ・ラヴ - Choose Love (R. Starkey, M. Hudson, G. Burr)
9. ミー・アンド・ユー - Me And You (R. Starkey, M. Hudson, Steve Dudas)
10. サティスファイド - Satisfied (R. Starkey, M. Hudson, Gary Nicholson)
11. ターンアラウンド - The Turnaround
12. フリー・ドリンクス - Free Drinks

## 参加ミュージシャン
- リンゴ・スター - ボーカル、ドラムス、パーカッション、オルガン
- マーク・ハドソン - ギター、ベース、キーボード、バッキング・ボーカル
- ゲイリー・バー - ギター、ベース、バッキング・ボーカル
- スティーヴ・デューダス – ギター、スライド・ギター、バッキング・ボーカル
- マーク・ミランド - ギター、バッキング・ボーカル
- ロバート・ランドルフ - ギター
- ビリー・プレストン - ピアノ、ハモンドオルガン、バッキング・ボーカル
- ジム・コックス - ピアノ
- ゲイリー・グラント - ホーン
- ダン・ヒギンズ - ホーン
- ジョン・アマト - サックス
- The Rose Stone Choir - バッキング・ボーカル(on 3. 10.)
- クリッシー・ハインド - ボーカル(on 7.)
- バーバラ・スターキー - Devil Voice(on 11.)
- ディーン・グラカル - バッキング・ボーカル(on 12.)